# 제인 힌튼
제인 힌튼(Jane Hinton) (1919-2003)은 박테리아 항생제 내성 연구의 선구자이자 수의학 박사 학위(1949)를 취득한 최초의 아프리카계 미국인 여성 두명 중 한 명이다. 펜실베니아 대학교 (University of Pennsylvania)에서 수의학 연구를 하기 전에 그녀는 하버드에서 실험실 기술자로 일하면서 현재 세균의 항생제에 대한 감수성을 테스트하는데 일반적으로 사용되는 배양 배지인 뮐러 힌튼 배지(Mueller-Hinton agar)를 공동 개발했다. 그녀는 이후 매사추세츠에서 소동물 수의사로 일했고 이후 연방 정부 감사관으로 일했다. 힌튼은 미생물학자이자 하버드 대학교 최초의 아프리카계 미국인 교수인 윌리엄 아우구스투스 힌튼 (William Augustus Hinton)의 딸이다.
제인 힌튼은 1919년 5월 1일에 태어났다. 그녀의 아버지 윌리엄 아우구스투스 힌튼(William Augustus Hinton) (1883-1959)은 세균학자이자 병리학자였으며 매독 검사 개발을 포함하여 매독 진단 및 치료 전문가였다. 과거 노예의 아들인 그는 하버드 대학교의 첫 아프리카계 미국인 교수이자 교과서의 첫번째 아프리카계 미국인 저자였다. 그는 보스턴의 인종차별 때문에 의과대학 인턴십을 할 수 없었기 때문에 실험실 의학에 입문했다. 제인 힌튼(Jane Hinton)의 어머니는 조지아에서 태어난 고등학교 교사이자 사회 복지사인 에이다 하즈(Ada Hawes) (1878년생)였다. 윌리엄(William)과 에이다(Ada)는 1909년에 결혼하여 두 딸 제인(Jane)과 앤 힌튼 존스(Ann Hinton Jones)를 낳았다. 제인 힌튼(Jane Hinton)은 1939년 20세에 시몬스 대학(Simmons College)에서 학사 학위를 받았다.

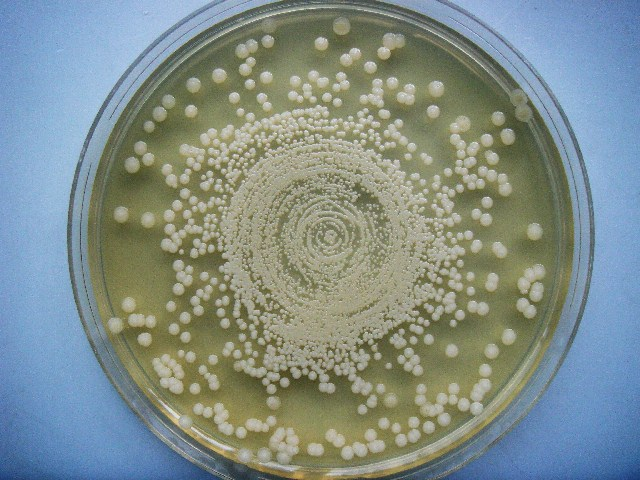
뮐러 힌튼 한천(Mueller–Hinton agar)에서 버크홀데리아(Burkholderia pseudomallei) 의 72시간 배양 후 콜로니.

1931년에 힌튼(Hinton)의 아버지는 여성에게도 개방된 의학 실습 기술 과정(Medical Laboratory Techniques course)을 개발했지만, 그 자리는 여성에게 일반적으로 기회가 주어지지 않았다. 제인 힌튼(Jane Hinton)은 존 하워드 뮐러(John Howard Mueller) 와 뮐러-힌튼 배지(Mueller-Hinton agar)을 공동 개발할 당시 하버드의 실험실에서 일했다. 이 한천은 임질과 수막구균성 뇌수막염을 일으키는 나이세리아(Neisseria)균을 분리하기 위해 개발된 배지이다. 뮐러(Mueller)와 힌튼(Hinton)은 한천 내의 전분 이 박테리아 성장을 돕고 박테리아 독소가 항생제 테스트를 방해하는 것을 방지한다는 것을 발견했다. 나이세리아(Neisseria)에서 가장 널리 사용되는 배양배지가 되었다. 세균이 항생제에 민감한지를 확인하는데 이 배지가 적합하다는 것이 1960년대에 테스트를 통해 확인되었다. 최고의 국제 실험실 표준을 수립하는 CLSI(Clinical and Laboratory Standards Institute)는 뮐러 힌튼 한천(Mueller–Hinton agar)을 항생제 검사의 황금 표준으로 사용하는 커비-바우어(Kirby-Bauer)기법을 채택했다.
제2차 세계 대전 중에 힌튼(Hinton)은 애리조나에서 실험실 기술자(lab technician)로도 일했다. 전쟁이 끝난 후 힌튼은 펜실베니아 대학에서 수의학을 공부했고 1949년에 수의학 박사 (VMD) 학위를 취득했다. 그녀와 그해 터스키기 연구소 (Tuskegee Institute (현재 터스키기 대학 )에서 VMD로 졸업한 알프레다 존슨 웹(Alfreda Johnson Webb)은 최초의 아프리카계 미국인 여성 수의사였다. 힌튼이 학위를 받기전까지 펜실베니아 대학에는 단 4명의 아프리카계 미국인 VMD 졸업생이 있었고 1968년까지는 한 명도 없었다. 힌튼(Hinton)과 웹(Webb)은 또한 여성 수의학 협회의 최초의 아프리카계 미국인 회원이었다.
학위를 취득한 후, 힌튼(Hinton)은 매사추세츠주 캔턴에서 소동물 수의사로 일했으며, 그 후 매사추세츠주 프레이밍햄(Framingham)에서 연방 정부 감사관으로 일했다.
제인 힌튼(Jane Hinton)은 펜실베니아 대학 수의과 대학의 첫 아프리카계 미국인 졸업생인 존 테일러(John Taylor)와 함께 1984년 소수민족 수의대 학생회(Minority Veterinary Students Association)에서 학교 100주년 기념식에서 영예를 안았다.
제인 힌튼은 2003년 4월 9일에 사망했다.